# Saint-Pierre-d'Allevard
Saint-Pierre-d'Allevard is een plaats en voormalige gemeente in het Franse departement Isère in de regio Auvergne-Rhône-Alpes en telt 2282 inwoners (1999). De plaats maakt deel uit van het arrondissement Grenoble.

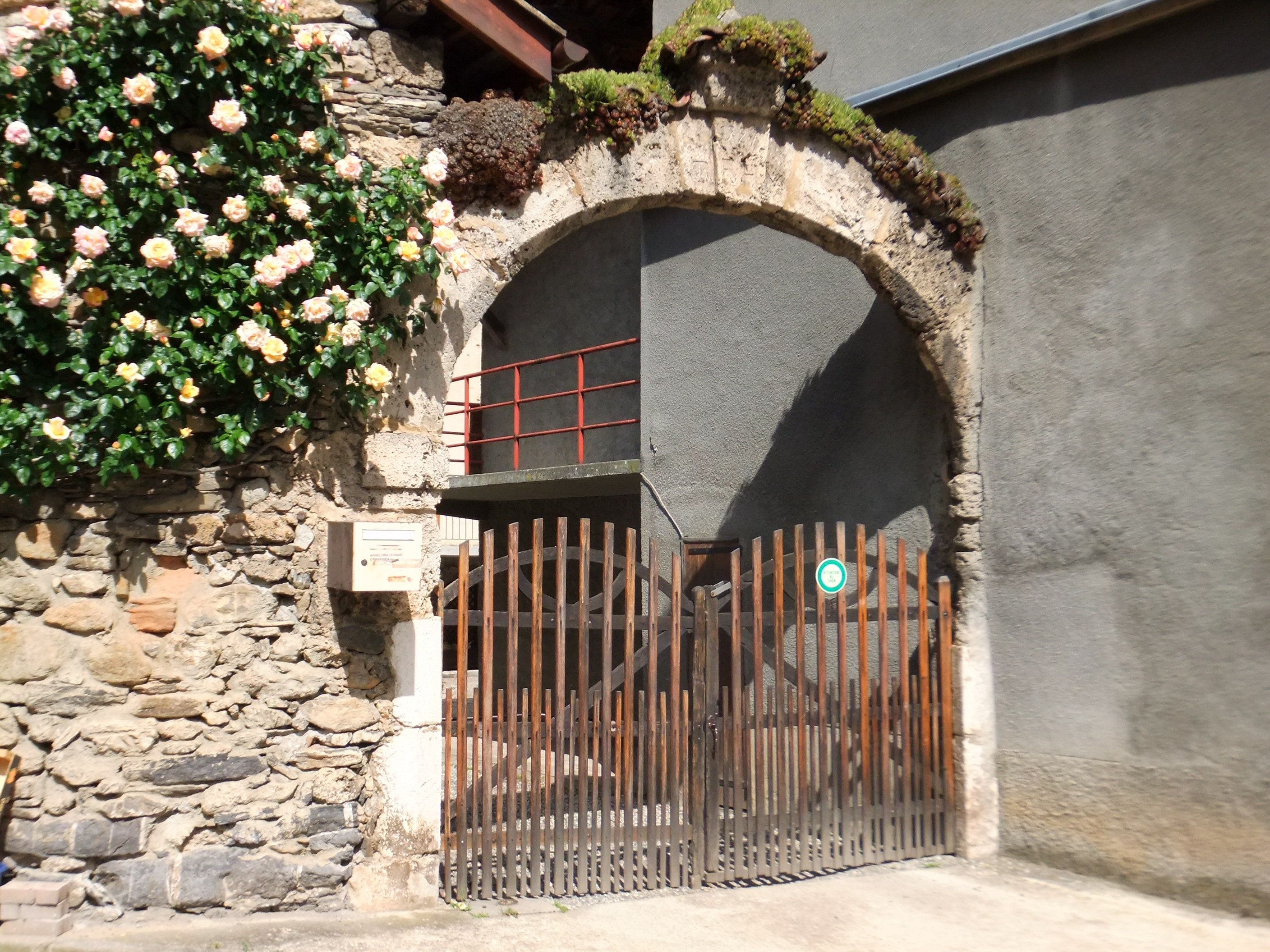
Poort die herinnert aan paus Pascal II
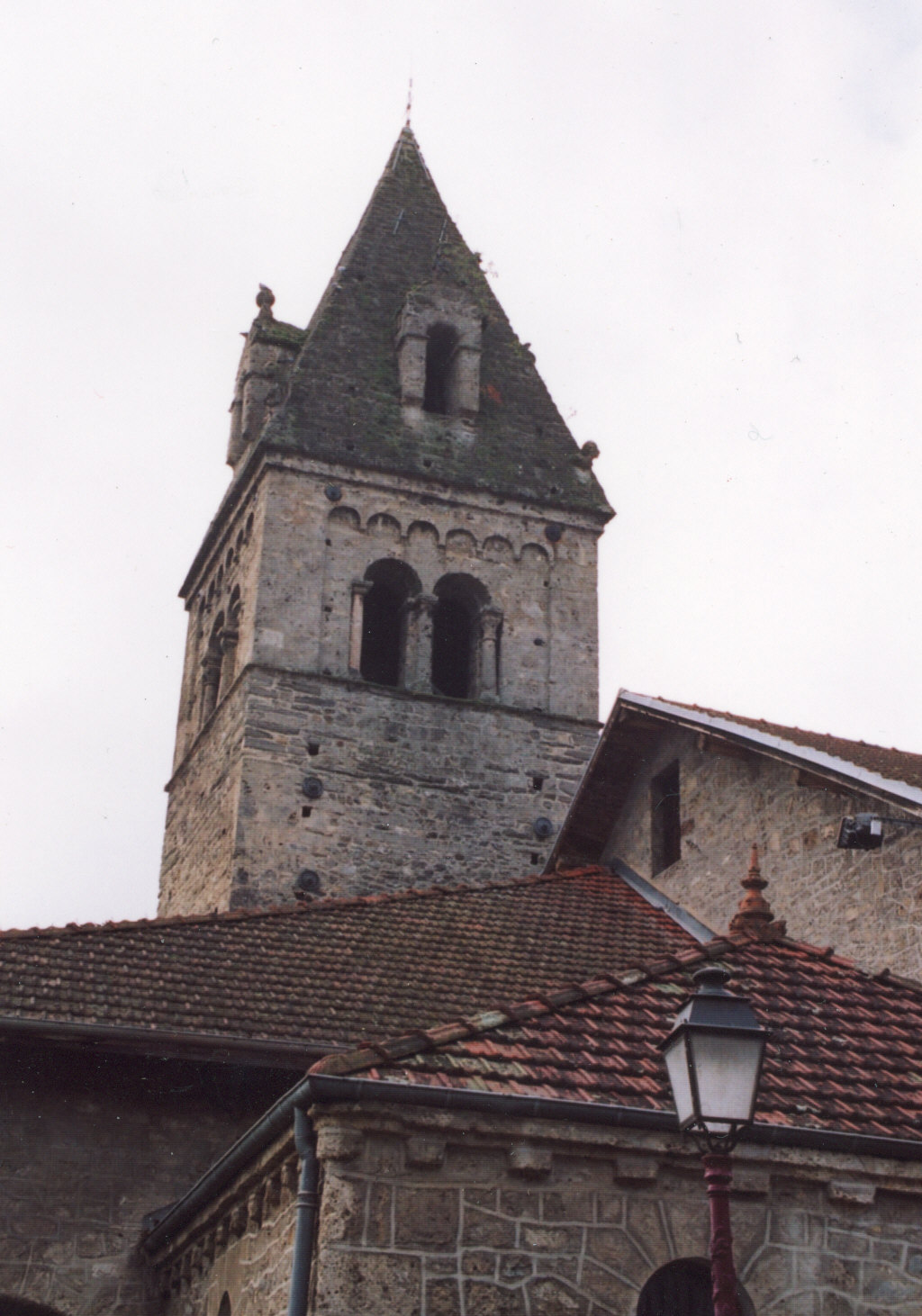
Kerk van Saint-Pierre-d'Allevard  (11e eeuw)
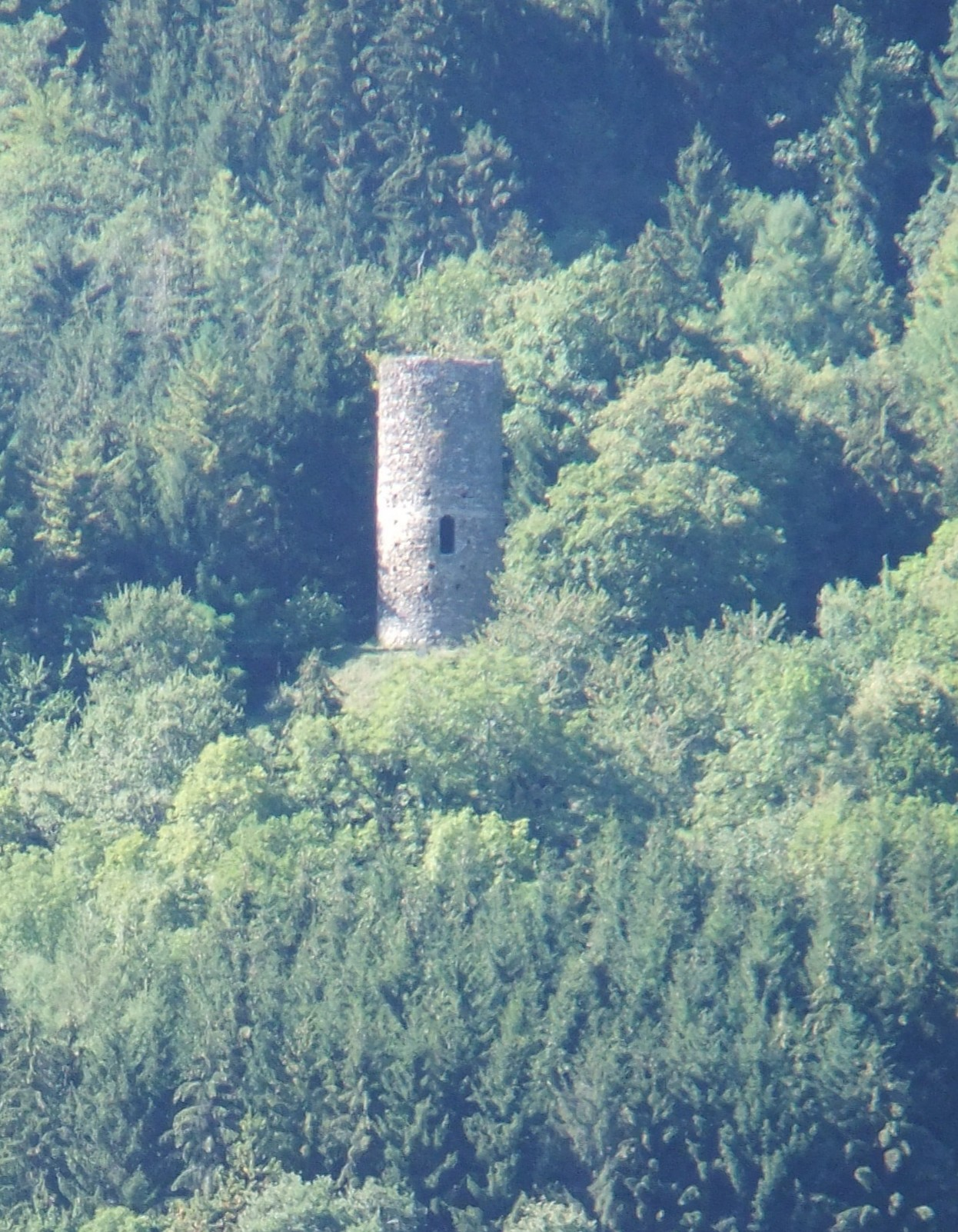
Tour d'Aquin

## Geschiedenis
Saint-Pierre-d'Allevard fuseerde op 1 januari 2016 met de gemeente Morêtel-de-Mailles tot de gemeente Crêts en Belledonne. Tot de gemeenteraadsverkiezingen van 2020 hadden de voormalige gemeenten de status van commune déléguée van de fusiegemeente.

## Geografie
De oppervlakte van Saint-Pierre-d'Allevard bedraagt 27,0 km², de bevolkingsdichtheid is 84,5 inwoners per km².
De onderstaande kaart toont de ligging van Saint-Pierre-d'Allevard met de belangrijkste infrastructuur en aangrenzende gemeenten.

## Demografie
Onderstaande figuur toont het verloop van het inwonertal.